# Mark O'Brien (attore)
Mark O'Brien (Saint John's, 7 maggio 1984) è un attore e regista canadese.

## Filmografia parziale

### Cinema
- Grown Up Movie Star, regia di Adriana Maggs (2009)
- Len and Company, regia di Tim Godsall e Katie Knight (2015)
- Arrival, regia di Denis Villeneuve (2016)
- Anon, regia di Andrew Niccol (2018)
- Darkest Minds (The Darkest Minds), regia di Jennifer Yuh Nelson (2018)
- 7 sconosciuti a El Royale (Bad Times at the El Royale), regia di Drew Goddard (2018)
- La fine (How It Ends), regia di David M. Rosenthal (2018)
- The Front Runner - Il vizio del potere (The Front Runner), regia di Jason Reitman (2018)
- Goalie, regia di Adriana Maggs (2019)
- Finché morte non ci separi (Ready or Not), regia di Matt Bettinelli-Olpin e Tyler Gillett (2019)
- Storia di un matrimonio (Marriage Story), regia di Noah Baumbach (2019)
- Blue Bayou, regia di Justin Chon (2021)
- L'ultima danza di Salomè (Seven Veils), regia di Atom Egoyan (2023)

### Televisione
- Above and Beyond – miniserie TV, 2 puntate (2006)
- Republic of Doyle – serie TV, 78 episodi (2010-2014)
- Warehouse 13 – serie TV, episodio 3x06 (2011)
- Hannibal – serie TV, episodi 2x09-2x10 (2014)
- Saving Hope – serie TV, episodio 3x03 (2014)
- Halt and Catch Fire – serie TV, 15 episodi (2015-2016)
- The Last Tycoon – serie TV, 9 episodi (2017)
- City on a Hill – serie TV, 14 episodi (2019-2021)
- Your Honor – serie TV, episodi 2x06-2x07-2x10 (2023)
- Perry Mason – serie TV, 7 episodi (2023)

## Doppiatori italiani
Nelle versioni in italiano delle opere in cui ha recitato, Mark O'Brien è stato doppiato da:
- Davide Perino in Hannibal, Arrival, La fine, Finché morte non ci separi
- Emanuele Ruzza in City on a Hill, Storia di un matrimonio
- Emiliano Coltorti in Darkest Minds, Perry Mason
- Stefano De Filippis in Anon
- Luca Mannocci in The Front Runner - Il vizio del potere
- Simone Lupinacci in Halt and Catch Fire
- Stefano Crescentini in Blue Bayou
- Flavio Aquilone in L'ultimo tycoon
- Edoardo Stoppacciaro in Your Honor